# Cyclosa punctata
Cyclosa punctata är en spindelart som beskrevs av Eugen von Keyserling 1879. Cyclosa punctata ingår i släktet Cyclosa och familjen hjulspindlar. Inga underarter finns listade i Catalogue of Life.